# Lindtorps flygfält
Lindtorps flygfält (Lindtorp Flyvecenter) är en flygplats i Danmark.  Den ligger i Struer Kommune och Region Mittjylland, i den västra delen av landet, 270 km väster om Köpenhamn. Lindtorps flygfält ligger 15 meter över havet.
Flygfältet kom till 1977 i ett samarbete mellan Struers kommun och Holstebro kommun. Tanken var skapa en flygplats för affärsflyg. Detta lyckades inte så flygfältet används istället för flygsport av fem klubbar inom modellflyg, fallskärmshoppning och segelflyg.